# 3192 А'Херн
3192 А'Херн (1982 BY1, 1975 JN, 3192 A'Hearn) — астероїд головного поясу, відкритий 30 січня 1982 року.
Тіссеранів параметр щодо Юпітера — 3,520.